# U' Papun
Gli U' Papun sono un gruppo musicale italiano formatosi nel 2006 a Bari. Il nome "U' Papun" deriva dal termine u papùnne che nel vernacolo barese significa uomo nero o entità oscura.

## Carriera
La band, fondata nel 2004 dal frontman Alfredo Colella (cantautore, attore) con Enrico Elia, detto Ze, (tastierista, compositore e arrangiatore) e Mario Orlandi (bassista, compositore, arrangiatore, musicoterapeuta), trova la propria stabilità nel 2006 con l'arrivo di Gigi Lorusso (chitarrista, polistrumentista, compositore e arrangiatore), Cristiano Valente (batterista, arrangiatore) e Davide Caselli (chitarra acustica). Lorusso, Elia e Orlandi si avvalgono di una preparazione accademica nel campo della musica jazz. Colella, Valente e Caselli invece provengono da una preparazione da autodidatta.
La loro musica è un mix tra rock, folk, canzone d'autore, prog e dub, i testi dissacranti, ironici e poetici, legati alla vecchia scuola del cantautorato italiano.
Fra il 2007 e il 2009 il gruppo si esibì ad una serie di concorsi e festival nazionali per band emergenti e di spalla a nomi importanti come Teresa De Sio, Giardini di Mirò, Folkabbestia, James Senese, Marta sui Tubi e Goran Kuzminac. Durante il percorso live entra a far parte della band Francesco Tatone, nelle vesti di figurante. Sul palco Francesco interagisce con la band rappresentando alcuni personaggi contenuti nei loro brani.
Nel 2010 Goran Kuzminac li sceglie per reinterpretare un proprio brano Bimbi buoni che viene riarrangiato interamente dalla band e inserito successivamente nella sua raccolta live Solo... ma non solo.
Nel 2011 esce Fiori innocenti il primo album, registrato interamente nella loro sala prove grazie alle competenze da fonico del chitarrista Gigi Lorusso e del batterista Cristiano Valente. Il disco co-prodotto con Justplaymusic esce per l'etichetta Volume Records, distribuito da CNI. Nella tracklist è contenuto il singolo di lancio L'appapparenza che vede la partecipazione del rapper molfettese Caparezza. Il videoclip si aggiudica l'uscita in esclusiva sul sito ufficiale del Rolling Stones Magazine.
Durante il tour estivo la band suona di spalla in una delle tappe del Sogno Eretico Tour davanti a più di 10000 persone.
Nel 2012, gli U' Papun pubblicano a distanza di un anno il secondo album Cabron! pubblicato per Justplaymusic e distribuito da Goodfellas proiettandosi in una dimensione molto più rock rispetto al disco precedente. Il chitarrista ritmico Davide Caselli lascia la band prima dell'inizio del lavoro in studio.
In questo album è rilevante la collaborazione con Leo Gadaleta, violino dell'orchestra del Teatro Petruzzelli, che cura le orchestrazioni suonando viola, violino e violoncello nei brani Luna, L'abito, Amore cialtrone, L'ultimo, Arte spicciola e Fior della censura. Il primo singolo estratto è Indiesposto. All'interno di Cabron! è contenuto anche un tributo al cantautore Giorgio Gaber con una rilettura del brano Io non mi sento italiano. 
Importante anche la loro collaborazione con il regista Enzo Piglionica nei videoclip: L'appapparenza (finalista premio PIVI con 3 nomination), Inutile alchimia e Indiesposto.
Nel 2013 realizzano un recital dedicato al cantautore Giorgio Gaber, contaminando il "teatro-canzone" con variegati stili musicali e con l'ironia pungente che li accomuna all'artista. Lo spettacolo registro il sold-out al teatro Kismet di Bari.
Nel 2015 pubblicano il singolo "Signora Fortuna", colonna sonora del documentario "Vivere alla grande" di Fabio Leli. Il documentario, che tocca il delicato tema del gioco d'azzardo in Italia, arriva tra i finalisti delle nuove proposte del Festival del Cinema di Locarno dello stesso anno. Nel videoclip dell'omonimo brano compare nella formazione il nuovo batterista Marco De Bellis, succeduto a Cristiano Valente.
Nel 2017 pubblicano due video live realizzati negli studi del MAST Music Academy di Bari in cui eseguono l'inedito "Il coinquilino", brano dallo spiccato black humor che mostra una veste molto più aggressiva contaminata con sonorità dub, e una rivisitazione di "Monnalisa", classico del cantautore Ivan Graziani.

## Formazione
- Alfredo Colella – voce
- Gigi Lorusso – chitarra elettrica
- Enrico "Ze" Elia – pianoforte e sintetizzatore
- Mario Orlandi – basso elettrico
- Marco De Bellis - batteria
- Francesco Tatone - teatro

## Ex elementi
- Cristiano Valente - batteria
- Davide Caselli - chitarra acustica

## Discografia

### Album in studio
- 2011 - Fiori innocenti
- 2012 - Cabron!

### Partecipazioni a compilation
- 2011 - Liberaveramente con L'appapparenza
- 2011 - Pugliasoundsnow con Inutile alchimia
- 2012 - Tutta roba pugliese vol.1 con Indiesposto
- 2012 - I've Always Wanted to Be a Gangster con Cabron!